# Dingwu
Dingwu (kinesiska: 丁坞镇, 丁坞) är en köping i Kina. Den ligger i provinsen Shandong, i den östra delen av landet, omkring 120 kilometer norr om provinshuvudstaden Jinan. Antalet invånare är 37 573. Befolkningen består av 16 609 kvinnor och 20 964 män. Barn under 15 år utgör 14,0 %, vuxna 15-64 år 77 %, och äldre över 65 år 8,0 %.
Genomsnittlig årsnederbörd är 750 millimeter. Den regnigaste månaden är juli, med i genomsnitt 282 mm nederbörd, och den torraste är mars, med 3 mm nederbörd.